# 罗奥尔凯埃
罗奥尔凯埃（Roorkee），是印度北阿坎德邦Hardwar县的一个城镇。总人口17747（2001年）。

## 人口
该地2001年总人口17747人，其中男性12586人，女性5161人；0—6岁人口1689人，其中男897人，女792人；识字率87.43%，其中男性为92.10%，女性为76.03%。